# Явата
Ява́та (яп. 八幡市 Явата-си) — город в Японии, находящийся в префектуре Киото. Площадь города составляет 24,35 км², население — 70 479 человек (1 октября 2020), плотность населения — 2894,41 чел./км².

## История
К началу Второй мировой войны город стал крупнейшим в стране центром чёрной металлургии.

## Географическое положение
Город расположен на острове Хонсю в префектуре Киото региона Кинки. С ним граничат города Киото, Дзёё, Кётанабе, Хираката и посёлки Оямадзаки, Кумияма, Симамото.

## Население
Население города составляет 70 479 человек (1 октября 2020), а плотность — 2894,41 чел./км². Изменение численности населения с 1980 по 2005 годы:
| 1970 | 22 974 чел. |  |
| 1975 | 50 132 чел. |  |
| 1980 | 64 882 чел. |  |
| 1985 | 72 356 чел. |  |
| 1990 | 75 758 чел. |  |
| 1995 | 75 779 чел. |  |
| 2000 | 73 682 чел. |  |
| 2005 | 74 252 чел. |  |
| 2010 | 74 227 чел. |  |
| 2015 | 72 664 чел. |  |

## Символика
Деревом города считается камфорное дерево, цветком — Rhododendron indicum, птицей — камелия.